# Elias Kircher
Elias Kircher (* 28. Februar 1990) ist ein österreichischer Fußballspieler.

## Karriere
Kircher begann seine Karriere beim SCR Altach. 2004 ging er in die AKA Vorarlberg. 2009 kehrte er nach Altach zurück. Sein Profidebüt gab er am 8. Spieltag 2009/10 gegen den FC Lustenau 07. 2010 wechselte er zum FC Lustenau 07. 2011 wechselte er zum Amateurverein SV Austria Salzburg, mit dem er 2015 den Aufstieg in den Profifußball feierte.
Nach dem Abstieg Salzburgs in die Regionalliga wechselte er im Sommer 2016 zum, ebenfalls in der Regionalliga spielenden, SV Grödig.
Zur Saison 2018/19 wechselte er zum viertklassigen Salzburger AK 1914, wurde mit der Mannschaft noch in derselben Saison Meister und stieg in die nunmehrige drittklassige Regionalliga Salzburg auf. Nach dem Abbruch der Spielzeit 2019/20 aufgrund der COVID-19-Pandemie schloss er sich im Sommer 2020 dem SK Bischofshofen an.

## Persönliches
Sein Bruder Aaron (* 1991) ist ebenfalls Fußballspieler.